# Beat Magazine
Beat es una revista musical mensual gratuita de tamaño tabloide publicada y distribuida en Melbourne, Australia. Interrumpió su edición en físico en 2020, aunque en 2022 empezó a imprimirse de nuevo. 

## Historia

### Inicios
La revista fue fundada por Rob Furst como un semanario de prensa callejera e impresa por su empresa Furst Media. Entre 1994 y 1998 se imprimió una edición para Sidney, conocida como Beat: Sydney Listings Bible. Las revistas y su componente en línea se publicaban cada miércoles, y en 1997 las ediciones impresas se distribuían en casi mil locales. En 2020, la edición de Melbourne se distribuía a más de 3.200 establecimientos.
El principal competidor de Beat era Inpress, una revista con sede en Melbourne que fue creada conjuntamente por Rowena Sladdin en 1988, tras abandonar Beat.
Se anunció en 2019 que la revista comenzaría a publicarse quincenalmente, a partir del número 1673. Tanto la revista como el sitio web también fueron rediseñados en ese momento. Su temática también se expandió más allá de la música, y ahora incluía videojuegos, cine y televisión.

### Actualidad
La edición impresa se suspendió tras el número 1695, publicado el 11 de marzo de 2020. El sitio web ha seguido actualizándose y envía un boletín periódico por correo electrónico a los suscriptores. En mayo de 2022, el editor Lucas Radbourne anunció que el número impreso había regresado y que volvía a estar disponible gratuitamente como revista mensual.